# 장구애비
장구애비(학명: Laccotrephes japonensis)는 노린재목 장구애비과에 속하는 수서곤충이다.

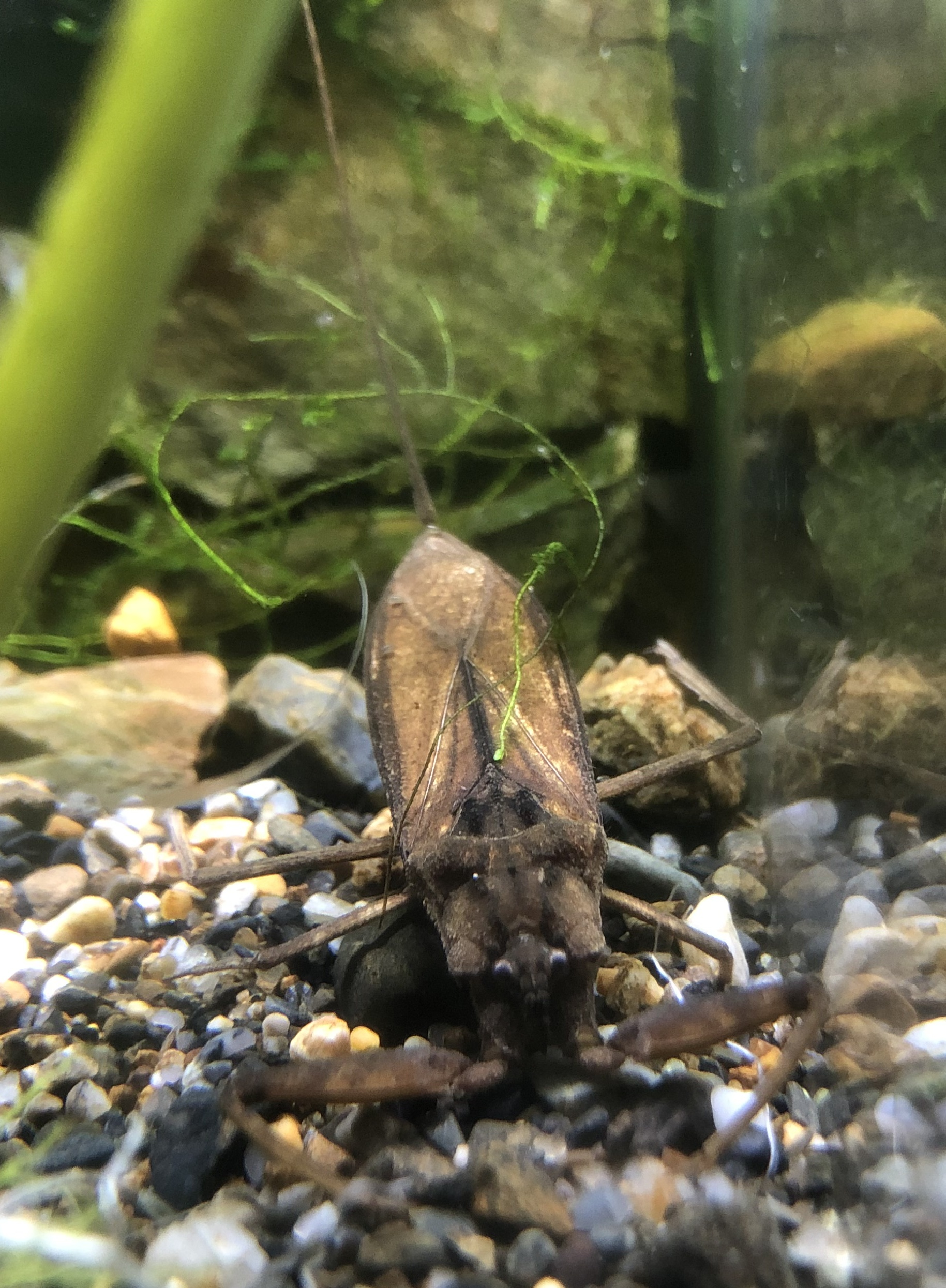
장구애비의 모습

## 특징
숨을 아가미,공깃방울로는 쉬지 않고 호흡관을 물위로 내밀어 쉰다.

### 생태
몸길이는 호흡관을 제외하고 약 35~43mm 내외의 크기로, 4월부터 활동하며 주로 논, 습지, 농수로, 하천, 저수지 등에 서식한다. 최근에는 논에서 거의 서식하지 않는다.

### 먹이
먹이는 주로 올챙이나 송사리 같은 작은 물고기이며, 사냥바늘과 같이 생긴 입을 사냥감의 피부에 꽂아 체액을 빨아먹는다.

## 암수 구별
암컷은 숨관을 위로 들어올렸을 때 뾰족하게 튀어나와 있지만 수컷은 그렇지 않다. 성충은 5월부터 8월까지 교미하고 산란한다.

## 참고 문헌
- 《물속 생물 도감》권순직, 2013년 6월 25일 발행, ISBN 9788997429202